# Hipposideros
Hipposideros (Gray, 1831) è un genere di Chirotteri della famiglia degli Ipposideridi.

## Descrizione

### Dimensioni
Al genere Hipposideros appartengono pipistrelli di medie e grandi dimensioni, con lunghezza della testa e del corpo tra 35 e 110 mm, la lunghezza dell'avambraccio tra 33 e 124 mm, la lunghezza della coda tra 18 e 70 mm e un peso fino a 180 g.

### Caratteristiche craniche e dentarie
Il cranio presenta una bolla timpanica piccola e una coclea relativamente grande. La cresta sagittale è ben sviluppata. Gli incisivi superiori sono molto piccoli. Quelli inferiori hanno tre cuspidi ciascuno. I canini superiori sono robusti, in contrasto con quelli inferiori più delicati. Le vertebre lombari non sono fuse tra loro.
Sono caratterizzati dalla seguente formula dentaria:

### Aspetto
Le orecchie sono ben sviluppate e unite alla base soltanto in Hipposideros megalotis. La foglia nasale è complessa e composta di una porzione anteriore a forma di ferro di cavallo e una posteriore più bassa, arrotondata e solitamente con quattro cavità ben distinte. Dietro di essa è spesso presente nei maschi delle varie specie una sacca che secerne una sostanza cerea. La coda è ben sviluppata, più lunga del femore e con 6-8 vertebre caudali. Emettono gli ultrasuoni attraverso le narici e sembrano specializzati per la caccia a breve raggio.

## Distribuzione
Questo genere è diffuso in Africa, Madagascar, Penisola arabica e dall'India fino alle Isole Salomone ad est, Cina meridionale e Isole Ryukyu a nord e Australia a sud.

## Tassonomia
Il genere comprende 76 specie, suddivise in base alla forma delle orecchie e della foglia nasale.
- Le orecchie sono unite alla base.
  - megalotis Species Group
    - Hipposideros megalotis
- Le orecchie sono separate.
  - Le orecchie sono lunghe e strette.
    - cyclops Species Group
      - Hipposideros camerunensis
      - Hipposideros corynophyllus
      - Hipposideros cyclops
      - Hipposideros edwardshilli
      - Hipposideros muscinus
      - Hipposideros semoni
      - Hipposideros stenotis
      - Hipposideros wollastoni

  - Le orecchie sono arrotondate.
    - bicolor Species Group
      - bicolor Species subgroup - Una o nessuna foglietta supplementare su ogni lato della foglia nasale.
        - Hipposideros ater
        - Hipposideros bicolor
        - Hipposideros boeadii
        - Hipposideros calcaratus
        - Hipposideros cineraceus
        - Hipposideros kingstonae
        - Hipposideros coronatus
        - Hipposideros doriae
        - Hipposideros durgadasi
        - Hipposideros dyacorum
        - Hipposideros einnaythu
        - Hipposideros fulvus
        - Hipposideros halophyllus
        - Hipposideros hypophyllus
        - Hipposideros jonesi
        - Hipposideros khaokhouayensis
        - Hipposideros kunzi
        - Hipposideros macrobullatus
        - Hipposideros maggietaylorae
        - Hipposideros marisae
        - Hipposideros nequam
        - Hipposideros obscurus
        - Hipposideros orbiculus
        - Hipposideros pomona
        - Hipposideros ridleyi
        - Hipposideros rotalis

      - galeritus Species subgroup - Sono presenti due o tre fogliette supplementari su ogni lato della foglia nasale.
        - Hipposideros beatus
        - Hipposideros breviceps
        - Hipposideros caffer
        - Hipposideros cervinus
        - Hipposideros coxi
        - Hipposideros crumeniferus
        - Hipposideros curtus
        - Hipposideros fuliginosus
        - Hipposideros galeritus
        - Hipposideros lamottei
        - Hipposideros papua
        - Hipposideros pygmaeus
        - Hipposideros ruber
        - Hipposideros srilankaensis

  - Le orecchie sono triangolari.
    - Sono presenti due fogliette supplementari su ogni lato della foglia nasale.
      - pratti Species Group
        - Hipposideros lylei
        - Hipposideros pratti
        - Hipposideros scutinares

    - Sono presenti tre o quattro fogliette supplementari su ogni lato della foglia nasale.
      - armiger Species Group
        - Hipposideros armiger
        - Hipposideros griffini
        - Hipposideros turpis

      - commersoni Species Group
        - Hipposideros commersoni
        - Hipposideros cryptovalorona
        - Hipposideros gigas
        - Hipposideros thomensis
        - Hipposideros vittatus

      - diadema Species Group
        - Hipposideros demissus
        - Hipposideros diadema
        - Hipposideros dinops
        - Hipposideros inexpectatus
        - Hipposideros inornatus
        - Hipposideros lankadiva
        - Hipposideros lekaguli
        - Hipposideros pelingensis

      - larvatus Species Group
        - Hipposideros grandis
        - Hipposideros khasiana
        - Hipposideros larvatus
        - Hipposideros madurae
        - Hipposideros sorenseni
        - Hipposideros sumbae

      - speoris Species Group
        - Hipposideros abae
        - Hipposideros speoris